# Federazione Anarchica Italiana

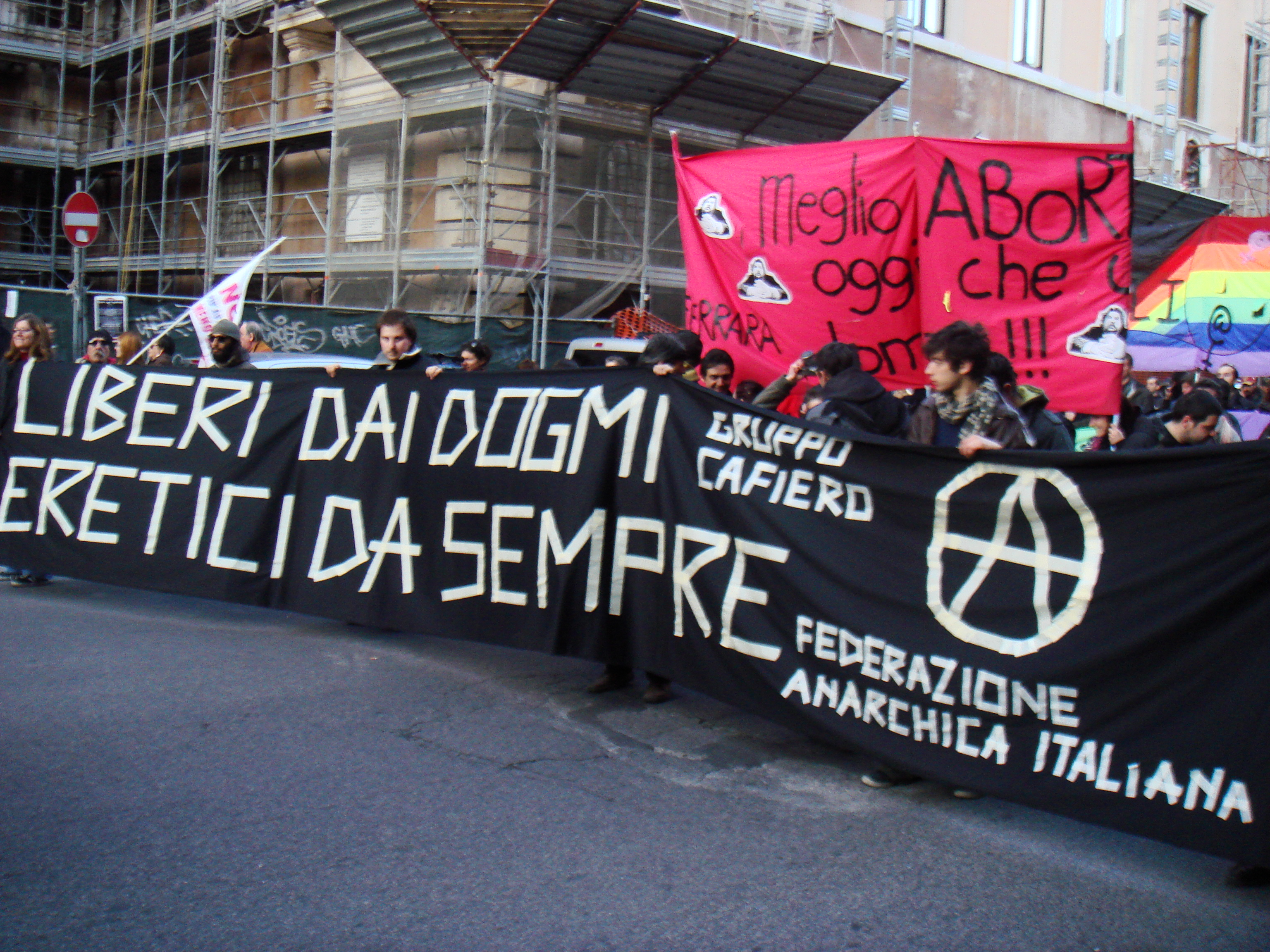
Membros da Federazione Anarchica Italiana protestando em Roma, em 2008.

A Federação Anarquista Italiana (em italiano: Federazione Anarchica Italiana), ou FAI, é um grupo de anarquistas italianos. Não deve ser confundida com a Federação Anarquista Informal/Frente Revolucionária Internacional, que é uma organização subversiva anarco-insurrecional.
Foi fundada em Carrara em 1945, compartilhando a experiência da Unione Anarchica Italiana (UAI), estabelecida com base na Declaração de Princípios do Congresso de Bolonha em 1920, ficando na clandestinidade durante a fascismo e a Segunda Guerra Mundial.
No IX Congresso da Federação Italiana Anarquista em Carrara de 1965, um grupo decidiu se separar da organização e criou o Gruppi di Iniziativa Anarchica que era principalmente composto por anarquistas individualistas que não concordavam com aspectos importantes do "Pacto Associativo" e eram críticos do anarco-sindicalismo.
O semanário Umanità Nova, fundado na década de 1920 por Errico Malatesta, ainda é publicado pela Federação. 
A nível internacional, desde 1968 a Federazione Anarchica Italiana é um membro fundador da Federação de Internacionais Anarquistas, que reúne as principais federações anarquistas no mundo. 
Em dezembro de 2010, várias fontes de notícias erroneamente informaram que a FAI havia reivindicou a responsabilidade por uma série de bombas enviadas pelo correio a embaixadas estrangeiras em Roma. Outros meios de comunicação atribuíram as bombas a outro grupo, a dissidente Federação Anarquista Informal.